# روبرت بي. باترسون
روبرت بي. باترسون (بالإنجليزية: Robert B. Patterson)‏ هو لاعب كرة قدم أمريكية أمريكي، ولد في 13 ديسمبر 1921 في كلاركسديل في الولايات المتحدة، وتوفي في 21 سبتمبر 2017 في كارولتون في الولايات المتحدة.